# 코끼리는 기억한다
《코끼리는 기억한다(Elephants Can Remember)》에서는 아가사 크리스티가 창조해낸 사랑스러운 탐정 에르퀼 푸아로와 추리 작가 아리아드네 올리버 부인이 콤비를 이룬다. 불확실한 기억과 망각, 엇갈리는 증언을 헤쳐나가는 둘의 활동이 주가 된다. 유사한 구조를 가진 다섯 마리 아기 돼지와 비교하며 읽을 만하다. 코끼리는 기억한다는 에르퀼 푸아로 시리즈 중 가장 마지막으로 씌었기에 역사적 의미가 큰 작품이다. 에르퀼 푸아로 최후의 사건으로 알려진 커튼은 40년대에 미리 집필되어 아가사 크리스티의 서랍 속에 잠자고 있었다. 제목의 ‘코끼리’는 옛 일에 대한 기억을 간직한 사람들을 칭하는 말로, 실제 줄거리 중에 코끼리가 등장하지는 않는다.